# Chimmatagere, Mudigere
Chimmatagere là một làng thuộc tehsil Mudigere, huyện Chikmagalur, bang Karnataka, Ấn Độ.